# Никон Московски
Вижте пояснителната страница за други личности с името Никон.
Патриарх Никон (светско име Никита Минов; 7 май 1605 – 17 август 27 август 1681) е шестият патриарх (1652 – 1667) на Руската православна църква и изтъкнат политически деец. Като духовен глава през един от най-важните и динамични периоди в историята на църквата, той провежда редица църковни реформи, довели до разкол (поява на старообредството).